# 緣分的天梯
《緣分的天梯》（韓語：신부수업，朝鮮漢字又稱《神父授業》）是一部於2004年上映的南韓愛情喜劇電影，由河智苑與權相佑主演，導演為許仁茂。該電影於當地吸引逾124萬人次進場觀賞。

## 劇情簡要
神學院學生金圭植（權相佑飾）與申善達（金吝勸飾）在神學院鬧出麻煩後，在南神父的帶領下被送往鄉下進行為期一個月的服務。到埗之時，金圭植巧遇南神父的姪女、從美國遠赴而來只為看其男友的楊奉熙；然而，當其男友與她關係一刀兩斷之際，楊奉熙卻發現自己被困在她叔叔的教堂中，無路可走。超初她努力嘗試與金圭植和睦共處，但後來二人卻互相吸引，而金圭植亦被迫質疑他自己對牧師的承諾。

## 演員表
| 演員   | 角色       | 簡介         |
| ------ | ---------- | ------------ |
| 權相佑 | 金圭植     | 神學院學生   |
| 河智苑 | 楊奉熙     | 南神父的姪女 |
| 金吝勸 | 申善達     | 神學院學生   |
| 金仁文 | 南神父     |              |
| 金善化 | 金師姊     |              |
| 全惠璡 |            |              |
| 崔煥俊 | 珍浩       |              |
| 金一宇 | 里長       |              |
| 李容怡 |            |              |
| 孔賀石 | 主教       |              |
| 千玗嬉 |            |              |
| 金度贤 | 神學院學生 |              |
| 金度亨 | 神學院學生 |              |
| 金俊泰 | 神學院學生 |              |
| 金成杓 | 神學院學生 |              |
| 吳代煥 | 神學院學生 |              |
| 真理翰 | 神學院學生 |              |
| 勞振宇 | 攝影記者   |              |
| 金喜秀 |            |              |
| 弘仁   | 流泯       |              |

### 客串角色
| 演員   | 角色         |
| ------ | ------------ |
| 曹在顯 | 教堂建築工人 |
| 奉萬大 | 婚禮主持人   |
| 朴孝俊 |              |
| 金美妍 | 夜總會女郎   |
| 朴哲文 | 旅館老板     |
| 李善均 |              |
| 金慧娜 |              |

## 外部連結
- 互联网电影数据库（IMDb）上《緣分的天梯》的资料（英文）
- 《緣分的天梯》在HanCinema的页面（英文）